# L'Eau et les Rêves
L'Eau et les Rêves : Essai sur l'imagination de la matière est un ouvrage du philosophe français Gaston Bachelard publié en 1942.
À l'écoute de l'eau et de ses mystères, Gaston Bachelard entraîne son lecteur dans une méditation littéraire et psychologique.

## Autodescription
Bachelard écrit : 
« C'est près de l'eau que j'ai le mieux compris que la rêverie est un univers en émanation, un souffle odorant qui sort des choses par l'intermédiaire d'un rêveur. Si je veux étudier la vie des images de l'eau, il me faut donc rendre leur rôle dominant à la rivière et aux sources de mon pays. Je suis né dans un pays de ruisseaux et de rivières, dans un coin de la Champagne vallonnée, dans le Vallage, ainsi nommé à cause du grand nombre de ses vallons. La plus belle des demeures serait pour moi au creux d'un vallon, au bord d'une eau vive, dans l'ombre courte des saules et des osières. »